# Rockstar Games Social Club

Logo ufficiale del servizio online

Rockstar Games Social Club abbreviato in Social Club era una piattaforma online che offriva un servizio multigiocatore di gioco e di comunicazione creato dalla Rockstar Games per i suoi giochi disponibili su differenti console di gioco.
Il Social Club è stato annunciato dalla Rockstar Games il 27 marzo 2008 con la possibilità di pre-registrazione dal 14 aprile 2008; l’uscita ufficiale è avvenuta il 29 aprile 2008.
La piattaforma aveva un suo sito web.
Nel 2012 c’è stato un aggiornamento importante per quanto riguarda la grafica e la struttura del sito web della Rockstar Games, legato all'uscita di Max Payne 3. L'aggiornamento era necessario perché aggiungeva funzioni di rete e un sistema denominato "Crew" che permetteva ai giocatori di formare gruppi di gioco, utili per sbloccare ricompense.
Il 16 Luglio 2025 Rockstar chiude definitivamente il servizio.
Il sito di Social Club ora reindirizza al sito principale della Rockstar Games.

## Sito web
Il sito web ufficiale è suddiviso in differenti sezioni. Sul sito è possibile registrarsi o effettuare l’accesso tramite le proprie credenziali di gioco. Sul sito è possibile visionare gli obbiettivi di gioco da raggiungere, le mini-sfide da completare, le statistiche dei personaggi o delle armi. È inoltre possibile creare o cercare una Crew già esistente, modificare la lista di amici o aggiungere nuovi amici. Le sezioni sono le seguenti:
- Giochi: Permette di visualizzare tutti i giochi che supportano il Social Club e tutte le informazioni riguardanti i giochi.
- Crew: Permette di visionare le Crew delle quali si fa parte, cercare una Crew nel sistema o modificare il logo della Crew.
- Attività: Permette di visionare tutte le ultime attività di gioco.
- Foto: Permette di visualizzare gli screenshot effettuati dai giocatori e caricati in rete.
- Video: Permette di visionare i montaggi video caricati dai giocatori in rete.
- Eventi: Permette di essere aggiornato sugli eventi del fine settimana, i concorsi degli editor di video e foto, le dirette streaming e altro.
- Novità: Permette di visualizzare le novità e svolge la medesima funzione della Newswire Ufficiale.

## Giochi supportati dal Social Club
| Titolo                                   | Data di uscita in Europa | Disponibile per                                                                                             |
| ---------------------------------------- | ------------------------ | --- |
| Max Payne                                | 27 luglio 2001           | Microsoft Windows, PlayStation 2, Xbox, macOS, Game Boy Advance, PlayStation 3, iOS, Android, PlayStation 4 |
| Grand Theft Auto IV                      | 29 aprile 2008           | PlayStation 3, Xbox 360, PlayStation 4, Xbox One, PC.                                                       |
| Midnight Club: Los Angeles               | 24 ottobre 2008          | PlayStation 3, Xbox 360, PlayStation Portable.                                                              |
| Canis Canem Edit                         | 11 dicembre 2008         | PlayStation 4, Xbox 360, PlayStation 2, Android, Microsoft Windows, Playstation 3, iOS, Wii                 |
| Grand Theft Auto IV: The Lost and Damned | 17 febbraio 2009         | PlayStation 3, Xbox 360, Microsoft Windows.                                                                 |
| Grand Theft Auto: Chinatown Wars         | 20 marzo 2009            | Nintendo DS, PlayStation Portable.                                                                          |
| Grand Theft Auto: The Ballad of Gay Tony | 16 aprile 2010           | PlayStation 3, Xbox 360, Microsoft Windows.                                                                 |
| Red Dead Redemption                      | 21 maggio 2010           | PlayStation 3, Xbox 360.                                                                                    |
| L.A. Noire                               | 20 maggio 2011           | PlayStation 3, PlayStation 4, Xbox 360, Xbox One, Microsoft Windows, Nintendo Switch.                       |
| Max Payne 3                              | 18 maggio 2012           | PlayStation 3, Xbox 360, Microsoft Windows, macOS                                                           |
| Grand Theft Auto V                       | 17 settembre 2013        | PlayStation 3, PlayStation 4, Xbox One, Xbox 360, Microsoft Windows.                                        |
| Red Dead Redemption 2                    | 26 ottobre 2018          | PlayStation 4, Xbox One, Microsoft Windows                                                                  |

## Funzionalità
In base al titolo di gioco all'interno del Social Club vengono offerte differenti modalità di gioco e funzioni.
Con la chiusura dei server GameSpy, il 31 maggio 2014, molte funzionalità dei titoli di gioco non sono più attive.

### Grand Theft Auto: IV
In questo titolo sono disponibili tramite il Social Club sei modalità di gioco.
- Online Multiplayer Leaderboards

In questa sezione vengono mostrati i punteggi dei giocatori che hanno giocato in modalità multigiocatore, fornendo quindi le posizioni in classifica, la media punti, la quantità di partite giocate incluse le vittorie e le sconfitte, la quantità di uccisioni. Si possono inoltre confrontare le proprie statistiche con quelle di un qualsiasi giocatore.
- The Story Gang

Dal Social Club possono essere visionate due statistiche: la prima classifica mostra chi ha completato la sola modalità storia con uno dei due finali presenti in gioco, la seconda classifica mostra invece chi è stato il più veloce a terminare la modalità.
- LCPD Police Blotter

Grazie all’utilizzo di una mappa virtuale e di un game tracker dell’attività criminale della modalità giocatore singolo con il database dei giocatori connessi, mostra le aree più pericolose della città, le armi più usate e altro.
- The Milionares Club

È una classifica in cui entrano in automatico tutti i giocatori che hanno ottenuto nella modalità single-player più di un milione di dollari di guadagno. Superato il primo milione si gareggia con gli altri giocatori per scalare la graduatoria.
- Viral Infection

All’interno del multiplayer sono presenti alcuni giocatori che possiedono la Skin di uno Zombie in mutande gialle firmate Rockstar. Chi uccide questi giocatori viene infettato: ottiene la stessa skin e completa l’obiettivo/trofeo. Nel frattempo il virus continua ad espandersi all’interno della mappa.
- The 100% Club

È una classifica accessibile a coloro che hanno completato il gioco al 100% il più rapidamente possibile.
Nota: Statistiche e Multiplayer con la chiusura dei server GameSpy sono stati rimossi. Per Playstation 3 invece sono state rimosse le classifiche Multiplayer online

### Max Payne 3
In questo titolo sono disponibili tramite il Social Club sei modalità di gioco.
- Una gang per ogni giocatore

In base allo stile di gioco e agli obiettivi, si possono creare delle cricche e coloro che le creano vengono definiti Leader. Le cricche si dividono in:
- ALL STAR
  - L'élite - Rientrano in questa cricca coloro che cercano di raggiungere il podio nelle classifiche per giocare con i migliori.
  - I Soldati - Rientrano in questa cricca coloro che giocano di squadra.
  - I Ribelli - Rientrano in questa cricca coloro che decidono di non seguire le regole del gioco.
  - I Forsennati - Rientrano in questa cricca coloro che non amano la democrazia, prediligono l'anarchia contrapponendosi a classifiche, obiettivi, premi, trofei e quant'altro.
  - Chiacchieroni - Rientrano in questa cricca coloro che sono più attivi nel Social.
- Cricche Fondatrici

Questa categoria è rappresentata dalle Cricche fondate prima del 15 maggio 2012. I membri delle cricche fondatrici potranno esibire uno speciale stemma sul tag della cricca.
- Xp Extra

Giocare in una partita a squadre insieme a un altro membro della cricca permette di ricevere XP extra ottenendo dei vantaggi, permettendo di salvarsi da morte sicura o dalle assist uccisioni.
- Statistiche Personalizzate

Le pagine interattive delle statistiche permettono di confrontare con gli amici e i membri della cricca il rapporto uccisioni/morti, i colpi sparati, i colpi alla testa. Permette inoltre una panoramica della Carriera (dagli ultimi progressi effettuati fino a quanti medicinali sono stati assunti).
- Member Exclusive Multiplayer Masks

Per i giocatori che si sono autenticati tramite il Social Club sono disponibili le seguenti Maschere da utilizzare nel multiplayer: Teschio Arcano, Teschio Umano, Teschio Demoniaco, Teschio da Matrimonio, Teschio del Giorno dei Morti.
Nota: Con la chiusura dei server GameSpy, alla versione macOS del gioco è stato rimosso il multiplayer 

### Max Payne
La pagina ufficiale del titolo è suddivisa in due categorie: Statistiche e Premi. La prima permette di tenere traccia dei propri progressi di gioco, la seconda invece permettere di tenere traccia di tutte le sfide di gioco completate con informazioni riguardanti le parti e i capitoli delle quali fanno parte.

### Bully: Anniversary Edition
In questo titolo è disponibile tramite il Social Club solo la funzione
Trofei: nella pagina ufficiale è possibile tenere traccia di tutti i trofei sbloccati ed è possibile confrontare i progressi con gli amici del Social Club.

### Midnight Club: Los Angeles
Per questo titolo le funzionalità online sono state disattivate con la chiusura dei server GameSpy il 31 maggio 2014. Le funzionalità disponibili erano:
- Rate My Ride

Permetteva di visualizzare i punteggi delle votazioni date dalla community ai veicoli e di votare i veicoli degli altri giocatori.
- Multiplayer

Permetteva di comparare le proprie statistiche di gioco e i tempi su ogni singolo evento con quello degli altri giocatori.
- Galleria

Mostrava tutte le schermate che il giocatore aveva effettuato in sessione di gioco.

### Grand Theft Auto: V
In questo titolo sono disponibili tramite il Social Club quattro funzioni.
- Snapmatic

È un’applicazione disponibile nel cellulare del personaggio principale e permette di scattare fotografie delle scene in prima persona. È possibile aggiungere bordi, filtri, zoomare, impostare una griglia, attivare la modalità autoscatto e tanto altro; le foto possono essere condivise con il resto della comunità del Social Club o in Social Network reali come Facebook e Twitter.
- Oggetti Bonus Sbloccabili

Tutti i membri con accesso al Social Club ottengono un nuovo taglio di capelli e un nuovo taglio di barba per ognuno dei tre personaggi principali: Franklin, Michael e Trevor. Altri tre oggetti vengono invece automaticamente aggiunti alla modalità storia del singleplayer: un mitra d’assalto, un fucile a pompa e un veicolo da corsa, la “Annis Elegy RH”.
- Lifeinvader Social Network

All’interno del gioco è presente un Social Network, al quale possono accedere tutti i membri del Social Club. Lo scopo principale è quello di mettere in comunicazione i giocatori e far conoscere nuovi locali e servizi.
- Statistiche carriera e liste giocatore

Il Social Club mette a disposizione uno strumento per tener traccia in maniera dettagliata e aggiornata delle statistiche personali, delle missioni, dei colpi, delle armi, dei veicoli, dei minigiochi, degli sport, delle finanze e degli obiettivi. Inoltre sono a disposizione delle liste, fondamentali per raggiungere il 100% del completamento.

### Red Dead Redemption
In questo titolo sono disponibili tramite il Social Club quattro funzioni.
- The Blackwater Ledge

All’interno del gioco è presente un giornale dinamico collegato al Social Club nel quale vengono mostrati articoli che rimandano alle scelte del giocatore. Per esempio, se il giocatore venisse ucciso, nel giornale apparirebbe poco dopo un articolo riguardante tale omicidio.
- Statistiche

Questa funzione permette di tenere traccia dei miglioramenti nelle missioni in single-player e in multiplayer. Questa funzione permette inoltre di comparare i progressi con quelli degli amici del Social Club.
- Multiplayer

Permette di visionare la classifica dei migliori punteggi online conseguiti nelle missioni dai giocatori di tutto il mondo e paragonarli con i propri.
- Trofei

Permette di tenere traccia di tutti i trofei conseguiti e di confrontarli con quelli degli amici del Social Club.

Nota: Statistiche e Multiplayer con la chiusura dei server GameSpy sono stati rimossi.

### Grand Theft Auto: The Ballad of Gay Tony
In questo titolo sono disponibili tramite il Social Club otto modalità di gioco.
- Corsa GTA

In questa modalità i giocatori vengono posizionati ad inizio partita in un tracciato di gara e devono vincere una corsa. Il giocatore ha la possibilità di cambiare veicolo ad ogni classe di gara e di utilizzare durante la sfida una grande varietà di armi, posizionate in modo casuale all’interno della mappa. Per vincere bisogna quindi anche combattere e non solo guidare. La mappa offre la possibilità di osservare gli avversari permettendo così di notare atteggiamenti sospetti. I tracciati sono tantissimi come lo sono le classi di veicoli, inoltre si guadagna un compenso non solo in base alla posizione di arrivo al traguardo,che deve però essere inferiore o uguale al terzo posto, ma anche al numero di avversari uccisi durante la gara.
- Deathmatch a squadre (Team Deathmatch)

In questa modalità il giocatore si ritrova a giocare con un team di altri 7 giocatori, in una partita con al massimo 8 team avversari. Come nel deathmatch singolo, lo scopo finale è quello di uccidere gli avversari guadagnando una ricompensa in denaro per ogni uccisione. Al termine della sfida la squadra vincitrice sarà quella che avrà collezionato la maggior quantità di denaro; ogni giocatore facente parte del suddetto team riceverà una ricompensa in denaro di 1000$ come premio partita oltre al denaro ottenuto con le uccisioni in gioco.
- Deathmatch

In questa modalità il giocatore si ritrova da solo all’interno della mappa non solo con lo scopo di sopravvivere il più possibile ma anche con quello di guadagnare più di tutti tramite le uccisioni. Diventa quindi d’obbligo uccidere per non essere uccisi. Se si vuole vincere bisogna imparare in fretta la mappa, individuare gli avversari più pericolosi e ottenere il più velocemente possibile le armi sparse per la mappa; una volta fatto questo si va a caccia o si attende che il numero di nemici diminuisca fino a quando non arriva il proprio turno. Ogni uccisione fornisce un compenso in denaro oltre al denaro che si può trovare sui cadaveri dei nemici.
- Partita Classificata

Le partite classificate permettono al giocatore di sbloccare Skin di gioco e di ottenere un grado rappresentato da delle stelline posizionate di fianco al Nickname di gioco; il grado aumenta in base alla quantità di denaro che si riesce ad accumulare in gioco, partendo dal grado 0 quando si hanno meno di 100$ fino al grado massimo rappresentato da 5 stelle ottenibile una volta accumulati oltre 5.000.000$.

### Grand Theft Auto: The Lost and Damned
In questo titolo sono disponibili 5 funzioni.
- Partita del giocatore

In queste partite è il giocatore a scegliere le modalità e le regole di gioco, inclusa la possibilità di scegliere se rendere pubblica o privata la lobby e se invitare amici o giocare da solo. In queste partite i guadagni non servono a ottenere un grado ma possono essere utilizzati solamente all’interno della partita stessa. In questo modo il giocatore può allenarsi con le armi o conoscere la mappa, divertirsi in privato con gli amici senza preoccuparsi di morire o di essere sconfitto.
- Modalità Gruppo

Questa modalità serve per creare un gruppo di gioco: è il giocatore a decidere con chi giocare e una volta formato il team può iniziare a giocare. Questa modalità è utile per imparare a giocare in quanto al suo interno non è presente la polizia, uno dei problemi primari nel momento in cui si inizia a fare qualcosa di sospetto all’interno del gioco.
- Affari del Club (Club Business)

All’interno di questa modalità il giocatore si ritrova a dover svolgere delle missioni insieme al team muovendosi per tutta la città. Tra le tante missioni bisogna per esempio raggiungere un punto della città e scortare una persona, recuperare mezzi, aiutare o respingere attacchi da parte di bande avversarie.
Le missioni vengono comunicate tramite telefono: ogni successo porterà alla missione successiva e inoltre per ogni missione completata si otterrà una ricompensa in denaro.
Fondamentale per vincere le missioni è il gioco di gruppo. Una delle tattiche più usate è quella di giocare in coppia su un veicolo, il che permette ad un giocatore di guidare mentre l’altro ha il solo compito di difendere.
- Guerra fra bande

In questa modalità si gioca esclusivamente in team, i team possono variare da un minimo di un singolo giocatore ad un massimo di 8 giocatori nello stesso team. Ad inizio partita tocca al giocatore scegliere una zona di respawn che diventerà automaticamente il suo quartiere. Il suo compito è quello di andare nei quartieri delle bande rivali e cercare di conquistare più territori possibili con la forza. Ogni territorio conquistato permetterà alla banda di ottenere punti percentuali di possesso. Il vincitore sarà colui che al termine della sfida avrà conquistato il maggior numero di territori, e molto probabilmente sarà lo stesso team ad avere ucciso più nemici. All’interno di questa modalità ogni banda ha il possesso di uno Slamvan, ovvero un veicolo che permette di ricevere una fornitura d’armi migliore.
- Lupo Solitario

In questa modalità un giocatore casuale viene indicato all’interno del match come Lupo. I restanti giocatori devono dargli la caccia, mentre la preda invece deve scappare e difendersi cercando di rimanere il più possibile in vita superando di volta in volta i checkpoints che sono posizionati in tutta la città. Per vincere bisogna però essere il Lupo solitario, in quanto chi possiede le sembianze del lupo diventa il possibile vincitore del match.
- Protezione testimoni

In questa modalità ci sono due team: uno è quello dei poliziotti, l’altro quello dei criminali. Il primo team dove scortare un bus guidato da un giocatore in varie destinazioni della città che solo lui conosce nel momento in cui sta guidando, mentre l’altro team invece deve cercare a tutti i costi di fermare il bus, facendolo esplodere o uccidendo direttamente i testimoni che si trovano al suo interno.
Il primo team guadagna quindi una ricompensa per ogni testimone che rimane in vita e che viene consegnato, mentre il secondo team guadagna una ricompensa per ogni testimone che riesce ad uccidere. Giocando quindi come poliziotti il momento più difficile non è tanto scortare il bus, quanto difendere i testimoni nel momento in cui scendono dal mezzo per recarsi nell'ufficio della Polizia; è quindi necessario giocare uniti e comunicare il più possibile. Il team avversario dei criminali può invece usare la tattica dell’attesa provando ad uccidere i testimoni nel momento in cui scendono dal mezzo.

### L.A. Noire
In questo titolo sono disponibili tramite il Social Club quattro funzioni.
- Vestito "Chicago Lighning" di Cole Phelps

Una volta collegato il gioco al Social Club è possibile sbloccare un completo esclusivo che potrà essere utilizzato una volta diventati detective. Questo bonus permette di avere una nuova skin estetica e di ottenere anche abilità di gioco molto utili in situazioni violente, ovvero una mira più precisa con i fucili d’assalto e con quelli a pompa.
- Chiedi alla comunità

Nei momenti di difficoltà, come per esempio durante un interrogatorio in cui non si sa se il sospettato stia dicendo o meno la verità, si può utilizzare un bonus tramite i punti accumulati durante il gioco. Il bonus permette di vedere quale scelta gli altri giocatori hanno effettuato in quel preciso punto.
- Elenco 100%

Questa funzione permette di osservare i propri progressi e le azioni effettuate con lo scopo di poter completare il gioco al 100%. Si potranno quindi tenere d’occhio le missioni da completare, i luoghi da visitare, gli oggetti sparsi nella mappa da trovare e molto altro.
- Registro dei casi

Sia dal gioco che dal Social Club è possibile accedere al proprio taccuino, permettendo al giocatore di visualizzare tutti i dettagli dei casi in modo da risolverli anche lontano dalla postazione di gioco.